# Liste anglikanischer Kirchen in Deutschland
Die Liste anglikanischer Kirchen in Deutschland nennt bestehende und abgegangene Kirchengebäude der Anglikanischen Gemeinschaft in Deutschland. Sie erhebt keinen Anspruch auf Vollständigkeit.

## Liste
- All Saints’ Church, Dresden
- All Saints, Leipzig
- Englische Kirche, Bad Homburg
- Anglikanische Kirche, Bad Kissingen
- Englische Kirche, Bad Wildbad
- Christ the King, Frankfurt am Main
- St. Augustine’s of Canterbury, Wiesbaden
- St. Georg und Bonifatius, Freiburg im Breisgau
- St. George’s Church, Berlin
- Saint Michael and all Angels, Weimar
- St. Thomas a Becket Church (Hamburg)